# Damavand
Damavand (Persisk: دماوند) er en inaktiv stratovulkan i Iran. Den er 5.610 m høj, og er dermed det højeste bjerg i Iran og i Mellemøsten. Den er ligeledes den højeste vulkan i Asien.
Damavand ligger 90 km syd for Det kaspiske hav og 70 km nordøst for Irans hovedstad, Tehran.

## Symbolisme og mytologi
Damavand er et markant bjerg i persisk mytologi. Det er symbolet på iransk modstand mod despotisme og fremmed styre i persisk poesi og litteratur. I Zarathustrianisme tekster og mytologi blev den trehovedede drage Zahhak bundet i Damāvand, for at forblive der indtil verdens ende. I en senere version af den samme legende blev tyrannen Zahhak  også lænket i en hule et sted i Damāvand efter at væree besejret af Kāveh og Fereydun. Den persiske digter Firdausi skildrer denne begivenhed i sit mesterværk,  Kongebogen:
بیاورد ضحاک را چون نوند

به کوه دماوند کردش ببند
biyâvarad Zahhâk râ čon navand

be kuh-e Damâvand krdš beband
Han bragte Zahhak som en hest på Damavand, 

Og bandt ham på toppen tæt og bundet
Det siges i  Kongebogen, at bjerget har magiske kræfter. Damāvand er også nævnt i den iranske legende om Arash (som fortalt af Bal'ami som det sted, hvorfra helten skød sin magiske pil for at markere grænsen til Iran, under grænsekonflikten mellem Iran og Turan.
Digtet Damāvand af Mohammad Taghi Bahar er også et fint eksempel på bjergets betydning i persisk litteratur. Det første vers i dette digt lyder:
ای دیو سپید پای در بند

ای گنبد گیتی، ای دماوند
Ey div-e sepid-e pâyi dar band,

Ey gonbad-e giti, ey Damāvand
Åh hvid kæmpe med fødder i kæder 

Åh verdens kuppel, Åh Damāvand